# Башкадыкларский 185-й пехотный полк
185-й пехотный Башкадыкларский полк — пехотная воинская часть Русской императорской армии. Входил в состав 47-й пехотной дивизии.
Полковой праздник — 8 ноября, Собор Архистратига Михаила.

## Формирование и кампании полка
10 июня 1828 г. был сформирован Армянский сарбазский батальон, комплектовавшийся армянами (из 1164 человек батальона русских полагалось 30 человек).
18 января 1830 г., за оставлением на службе 4 унтер-офицеров и 40 рядовых из армян и по добавлении к ним женатых и менее способных к строевой полевой службе нижних чинов из 3-го батальона Апшеронского полка Армянский батальон был переформирован из 8-ми в 4-ротный и назван Грузинским линейным № 5 батальоном.
21 марта 1834 г., при переформировании войск отдельного Кавказского корпуса, назван Грузинским линейным № 3 батальоном; 8 августа 1840 г. переименован снова в Грузинский линейный № 5 батальон.

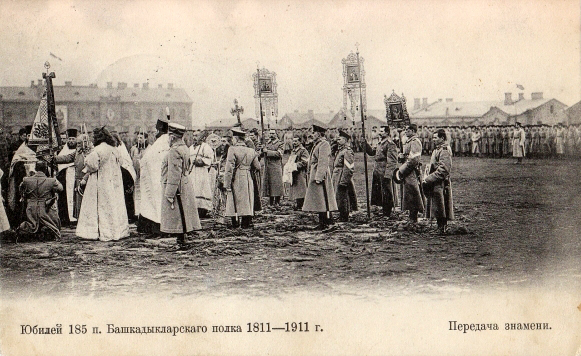
185-й пехотный Башкадыкларский полк, вручение полкового знамени, 1911 год, Саратов

3 февраля 1842 г.— Грузинский линейный батальон № 4; 8 апреля 1858 г.— Кавказский линейный № 22 батальон; 23 марта 1868 г.— 67-й Эриванский губернский батальон; 1 августа 1874 г.—переформирован в Эриванскую местную команду; 27 ноября 1876 г., по мобилизации на время войны с Турцией,— Эриванский местный батальон, а в 1878 г., по заключении Берлинского трактата, снова в Эриванскую местную команду; 6 ноября 1883 г. вновь переформирован в Эриванский местный батальон.
20 сентября 1889 г. батальон переформирован в 5-ротный батальон, к которому, в качестве 5-й роты, присоединена Игдырская местная команда, и батальон назван 6-м Кавказским резервным пехотным (кадровым) батальоном. 25 марта 1891 г. всем номерным резервным батальонам, в связи с местными и в особенности с военно-историческими памятованиями, повелено было именоваться по местам их расположения; таким образом батальон получил название Башкадыкларского, старшинство батальона считалось с 18 января 1830 г. В 1910 г. к батальону добавлены части, ведущие своё начало от Орловского и Тамбовского внутренних губернских батальонов (сформированных в 1811 г.) и батальон переформирован в 185-й пехотный полк, старшинство которого считается с 27 марта 1811 г.
С 1910 года по 1914 год полк базировался на территории Северного военного городка в Саратове. В Саратовском музее боевой славы хранится знамя полка, врученное по случаю 100-летия части в 1911 году.
В 1914 году полк убыл на фронт Первой мировой войны в составе 1-й бригады 47-й пехотной дивизии 16-го армейского корпуса.
Летом 1916 года полк участвовал в самой значительной войсковой операции русской армии Первой мировой войны, когда войска Юго-Западного фронта, во главе с генерал-адъютантом А. А. Брусиловым, прорвали позиционную оборону австро-венгерских войск и заняли значительную территорию Западной Украины (Брусиловский прорыв). Башкадыкларский 185-й пехотный полк в составе 47-й пехотной дивизии в эти дни входил в 16 армейский корпус 7-й армии Юго-Западного фронта.
20 апреля 1917 года Приказом по Армии и флоту последним командиром 185-го Башкадыкларского пехотного полка утверждён полковник Богатырёв, Григорий Николаевич, который, после Октябрьской революции, в декабре 1917 года был избран на общем собрании полка его командиром. И командовал этой воинской частью вплоть до её расформирования в начале лета 1918 года.

## Знаки отличия полка
- Знамя Башкадыкларского резервного батальона, простое, без надписи, пожаловано 17 ноября 1891 г.;
- Знаки отличия (нагрудные у офицеров, на головные уборы у нижних чинов) с надписью:

в 1-й роте: «Стрѣлковой ротѣ 22-го Кавказскаго Линейнаго баталіона за отличіе при покореніи Западнаго Кавказа въ 1864 году» (отличие пожаловано 19 февраля 1868 года; надпись присвоена 24 мая 1884 года 1-й роте Эриванского местного батальона);
в 3-м батальоне: «За отличіе въ войну съ Японіей въ 1904 и 1905 годахъ» (Высочайший приказ 5 октября 1912 года);
в 4-м батальоне: «За отличіе въ войну съ Японіей въ 1904 и 1905 годахъ» (Высочайший приказ 30 июля 1911 года).

## Командиры
- 08.05.1885 — 31.01.1890 — полковник Кривошей, Георгий Ефимович
- 02.05.1890 — 18.09.1895 — полковник Лисенков, Гавриил Иванович
- 21.09.1895 — 13.04.1899 — полковник Селиневич, Владимир Ромуальдович
- 13.05.1899 — 23.01.1903 — полковник Шпаковский, Нил Леонтьевич
- 27.02.1903 — 23.01.1905 — полковник Кучин, Николай Петрович
- 19.02.1905 — 03.10.1907 — полковник Джаяни, Илья Фомич
- 03.10.1907 — 20.04.1910 — полковник Волкобой, Пётр Миронович
- 28.06.1910 — 03.04.1915 — полковник (с 31.12.1914 генерал-майор) Ольшевский, Каэтан Владиславович
- 19.05.1915 — 17.05.1916 — полковник Тилло, Павел Эдуардович
- 05.06.1916 — 20.04.1917 — полковник Толкушкин, Борис Дмитриевич
- 20.04.1917 — лето 1918 — полковник Богатырёв, Григорий Николаевич